# アニスアルデヒド
アニスアルデヒド（anisaldehyde）とは、ベンゼン環のパラ位がアルデヒド基とメトキシ基で置換された有機化合物である。常温常圧では液体で、強い芳香を示す。セリ科の一種の植物、アニスに含まれることからその名が与えられた。消防法に定める第4類危険物 第3石油類に該当する。
単にアニスアルデヒドと言えば通常はパラ置換体を指すが、置換基の位置を示す意味で p-アニスアルデヒドとも表される。m-アニスアルデヒド、o-アニスアルデヒドはそれぞれ位置異性体の 3-メトキシベンズアルデヒド、2-メトキシベンズアルデヒドを指す。
なお、p-アニスアルデヒドのアルデヒド基が還元されてヒドロキシ基になったものはアニスアルコール、逆に、アルデヒド基が酸化されてカルボキシ基になったものはアニス酸と呼ばれる。この他、m-アニスアルデヒドの4位へヒドロキシ基が置換するとバニリンとなり、やはり植物の成分として知られる。

## 用途
医薬品や香料の合成において中間体として利用される。
酸性のエタノール溶液が、薄層クロマトグラフィー (TLC) において発色剤として用いられる。有機化合物を展開した後の TLCプレートにアニスアルデヒド溶液を噴霧して加熱すると、化合物の種類によってスポットが濃青色などに変わる。紫外光を吸収しないために紫外線ランプによる検出ができないような、糖類の検出などに用いられる。